# 701
701 (DCCI) je bilo navadno leto, ki se je po julijanskem koledarju začelo na soboto.

## Dogodki
- 1. januar

## Rojstva
- Jazid III., 12. kalif Omajadskega kalifata († 744)

## Smrti
- Raginpert, vojvoda Torina in kralj Langobardov (* ni znano)